# هوارد دبليو. سميث
هوارد دبليو. سميث (بالإنجليزية: Howard W. Smith) هو قاضي ومحامي وفلاح وسياسي أمريكي، ولد في 2 فبراير 1883 في الولايات المتحدة، وتوفي في 3 أكتوبر 1976 في الإسكندرية في الولايات المتحدة. حزبياً، نشط في الحزب الديمقراطي.

## مناصب
- انتخب قاضي (1928 – 1930).
- انتخب Commonwealth's attorney [الإنجليزية]‏ (1918 – 1922).
- انتخب مستشار عام [الإنجليزية]‏ (1917 – 1918).
- انتخب عضو مجلس نواب الولايات المتحدة عن ولاية فرجينيا.
- انتخب عضو مجلس النواب الأمريكي.